# So Uncool
Albums de Keke Palmer
Keke Palmer
(2007) Awaken
(2011)
Singles
1. Footwurkin'
Sortie : 4 juillet 2007
2. Keep It Movin'
Sortie : 7 aout 2007

So Uncool est le premier album studio de Keke Palmer, sorti le 18 septembre 2007 aux États-Unis, et distribué par le label Atlantic Records. Le premier single de l'album est intitulé Keep it Movin'. Même si l'album est positivement accueilli par la presse spécialisée, il n'atteint pas les classements Billboard. Par la suite en 2009, Keke Palmer annonce sa rupture de contrat avec Atlantic Records, pour Interscope Records.

## Liste des titres
| No. | Titre           | Auteur(s)                                                                               | Producteur(s)                 | Durée |
| --- | --------------- | --------------------------------------------------------------------------------------- | ----------------------------- | ----- |
| 1   | Keep It Movin   | Stary, Cilek, Allen, Mischke, Palmer                                                    | Fingazz                       | 4:00  |
| 2   | The Game Song   | Bernard Edwards Jr., Ezekiel Lewis, J Que, Balewa Muhammad, Candice Nelson, Keri Hilson | Focus...                      | 3:16  |
| 3   | Music Box       | Bernard Edwards Jr., Muhammad, Lewis, Nelson, J. Que                                    | Focus...                      | 3:29  |
| 4   | First Crush     | Mischke, I. Hayes III                                                                   | Isaac « Ike Dirty » Hayes III | 3:52  |
| 5   | Friend Me Up    | Rodney Jerkins, Mile, Towns, Keke Palmer                                                | Rodney Jerkins                | 3:17  |
| 6   | How Will I Know | Stafford, Takuji Kura, Adams, M. Braswell, LoveVernimo                                  | Babygirl                      | 3:44  |
| 7   | Footwurkin      | J. Rotem, E. Kidd Bogart, Anderson, Reed, Herbie Hancock                                | J.R. Rotem                    | 3:04  |
| 8   | Rainbow         | Palmer, L'Oreal Palmer, Toby Gad                                                        | Toby Gad                      | 3:59  |
| 9   | Bottoms Up      | Palmer, L'Oreal Palmer, Toby Gad                                                        | Toby Gad                      | 3:41  |
| 10  | Skin Deep       | Palmer, L'Oreal Palmer, Toby Gad                                                        | Toby Gad                      | 3:40  |
| 11  | Wake Up Call    | Palmer, L'Oreal Palmer, Toby Gad                                                        | Toby Gad                      | 3:12  |
| 12  | Hood Anthem     | Anthony Dent, Crystal « Cristyle » Johnson, Stone Stafford                              | Anthony Dent                  | 3:38  |

## Crédits
- Keke Palmer - chant, chœurs
- Fingazz, Candice Nelson, L'Oreal Palmer - chœurs

### Production
- Producteur exécutifs : Craig Kallman et Sharon Palmer
- Producteurs : J.R. Rotem, Toby Gad, Anthony Dent, Fingazz, Focus..., Isaac « Ike Dirty » Hayes III, Rodney Jerkins, Babygirl
- Voix : Warren « Oak » Felder, Atozzio Towns
- Mixage : Brian « Big Bass » Gardener
- Ingénieurs : Isaac Hayes III « Ike Dirty », Greg Ogan, Prince J., Oscar Ramirez, Sean Tallman
- A&R : Mike Caren, Lanre Gaba and Kenny Komisar

## Classements
| Classements                                | Meilleure position |
| ------------------------------------------ | ------------------ |
| Billboard Top Heatseekers                  | 26                 |
| Billboard Top R&B/Hip-Hop Albums           | 86                 |
| Billboard Top Heatseekers (South Atlantic) | 3                  |

## Keep It Movin'
Singles de Keke Palmer
Footwurkin
(2007) The One You Call
(2010)
Singles par Big Meech
"Keep It Movin'"est un single par l'artiste Keke Palmer extrait de son 1er album. Il a été envoyé à US Mainstream radio le 7 août 2007. Il a échoué dans les charts.

### Clip Musical
Le clip de Keep It Movin' est sorti sur internet le 8 aout 2007. La vidéo débute avec keke qui attend le métro. Puis plusieurs scènes dans le métro, keke chante dans le métro.

### Sortie
| Région     | Date            |
| ---------- | --------------- |
| Europe     | 17 juillet 2007 |
| États-Unis | 7 août 2007     |